# Sacro Monte di Andorno

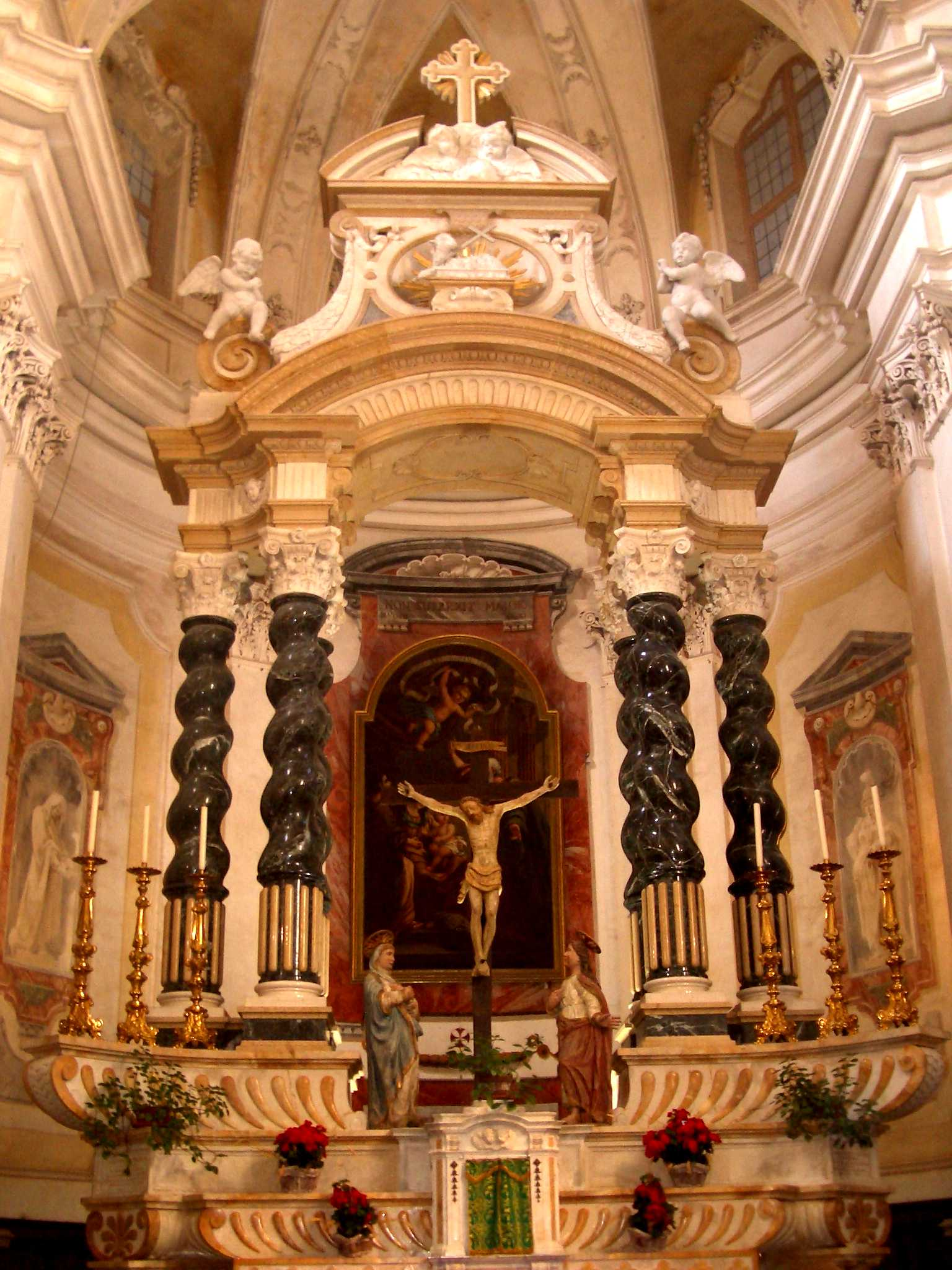
Hochaltar der Wallfahrtskirche des hl. Johannes’ des Täufers auf dem Sacro Monte di Andorno

Der Sacro Monte di Andorno (eigentlich Sacro Monte San Giovanni Battista) erhebt sich in 1020 m Höhe im Cervotal oberhalb des Ortes Campiglia Cervo in Italien. Zusammen mit den Sacri Monti von Oropa und Graglia bildet er die dritte Wallfahrtsstätte, die zu Beginn des 17. Jahrhunderts auf den Anhöhen rund um die Stadt Biella entstand.

## Die Wallfahrtskirche
Die Ursprünge der Wallfahrtsstätte hängen mit der verbreiteten Verehrung des hl. Johannes des Täufers im Cervotal zusammen. Eine volkstümliche Überlieferung berichtet, einige Hirten hätten in einer Grotte eine Statue des Täufers gefunden und sie mit sich auf die Alm genommen; die Statue sei aber mehrmals jeweils zur Nachtzeit wieder in die Grotte zurückgekehrt. So errichtete man um die Grotte herum eine bescheidene Kapelle, die später zu einer Wallfahrtskirche erweitert wurde, die sich rechts zu Beginn des Kirchenschiffs öffnet. Dem Wasser, das an den Wänden der Grotte herabtropft, werden wundersame Kräfte zugeschrieben, besonders zur Heilung von Augenkrankheiten. Die Volksverehrung wird bezeugt durch eine seit dem Beginn des 18. Jahrhunderts entstandene Sammlung von Votivgaben.
Der erste Bau erfolgte aus der Spenden der Gläubigen und wurde 1605 fertiggestellt. Dies belegt das Datum, das in einer Inschrift im Giebel des Renaissance-Portals erscheint (HUMILES NON ELATI REPLEBUNT TEMPLUM DXX. M. IV 1605). Der Zustrom der Gläubigen, die sich in Prozessionen zur Wallfahrtsstätte begaben, war sehr zahlreich, so dass es bald notwendig war, weitere Gebäude neben der Kirche für die Aufnahme der Pilger zu errichten. In der zweiten Hälfte des 17. Jahrhunderts wurden in der Nähe der Kirche auch einige Kapellen gebaut, die Darstellungen aus dem Leben des Täufers zeigten, jedoch nicht erhalten geblieben sind.
Die barocke Struktur der Wallfahrtskirche ist das Ergebnis einer dritten Bauphase (1738–1781), die sich aus einer Erweiterung der Sakristei und des Chorraums entwickelte, der ein Plan des Architekten Bernardo Antonio Vittone zugrunde lag. Auf beiden Seiten des Kirchenschiffs befinden sich je zwei Kapellen, die den hll. Elisabeth und Zacharias (den Eltern des Täufers) und Maria und Josef, den Eltern Jesu, geweiht sind. Die Abdeckung bildet ein Kreuzrippengewölbe; der mit Fresken bemalte Teil über dem Altar mit den Figuren der vier Evangelisten stammt von den Gebrüdern Galliari, die aus dem nahegelegenen Ort Andorno Micca stammten. Die Gemälde, die die Kirche schmücken, zeugen von der Bedeutung der lokalen Künstler: Bernardino Galliari ist der Autor des Altarbildes über dem Hauptaltar, während Giovanni Antonio Cucchi aus Campiglia Cervo (um 1674) die Gemälde über den beiden Altären links schuf.
1934 wurde der große Platz von 4000 m² vor der Wallfahrtsstätte angelegt, der von den Gebäuden des Gasthauses, des Hospizes und des Kollegiums umgeben ist; darin befindet sich ein Brunnen aus dem 18. Jahrhundert, das aus Gestein der Region besteht.

## Kapellen

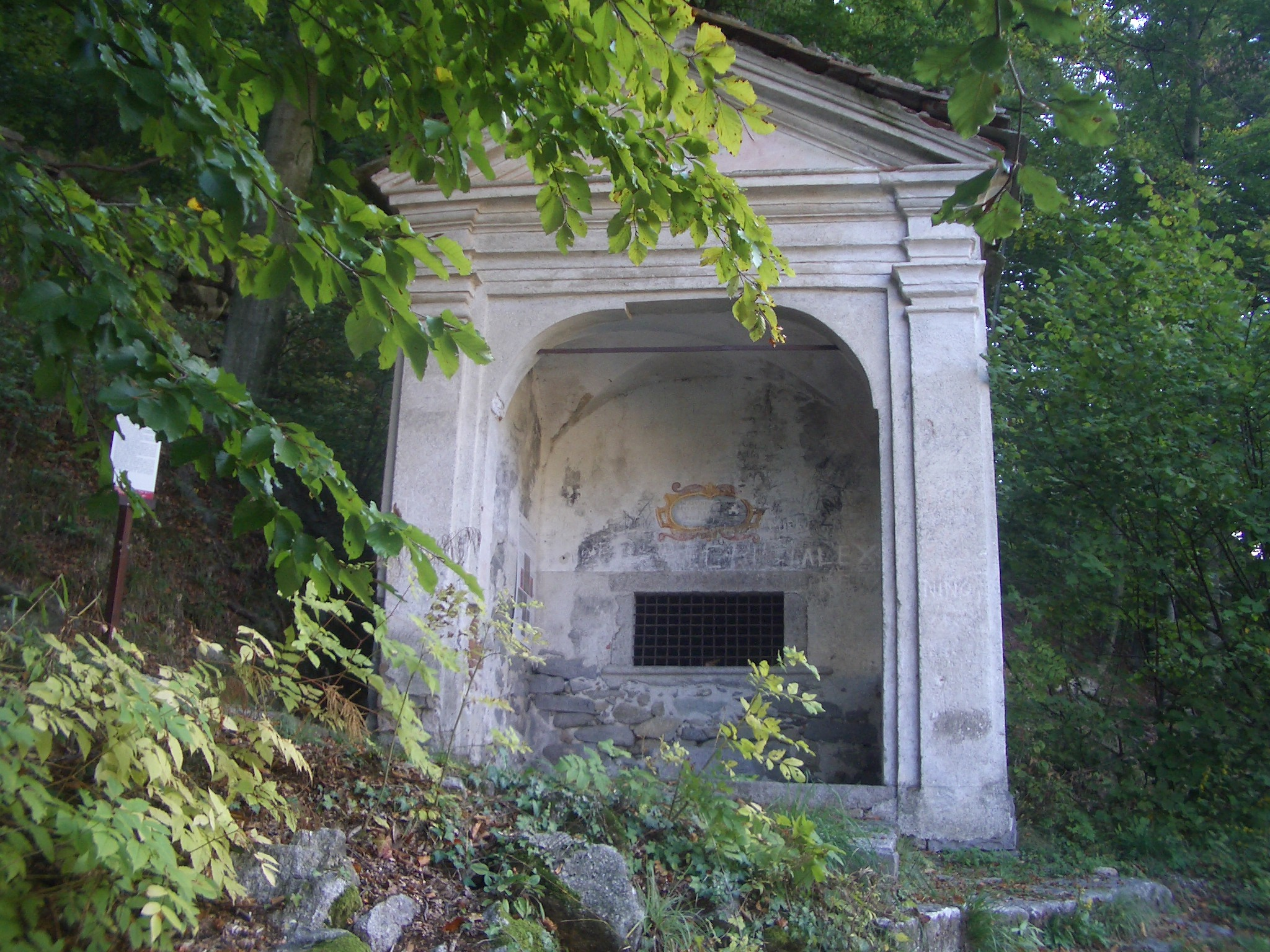
Kapelle I

Der ursprüngliche, auf die Mitte des 17. Jahrhunderts zurückgehende Plan zum Bau der Kapellen des Sacro Monte di Andorno ist nicht erhalten. Bereits 1661 gab es drei Kapellen. Im Jahre 1700 wurde vereinbart, weitere Kapellen an dem Saumpfad zu errichten, der von Campiglia Cervo zur Wallfahrtsstätte führt. Zwei der in den erhaltenen Dokumenten erwähnten Kapellen lagen in der Nähe der Wallfahrtsstätte. Die mehrfarbigen, lebensgroßen Staturen stellten Szenen der Heimsuchung Mariens und der Verkündigung des Engels an Zacharias dar. Diese Kapellen wurden im 20. Jahrhundert abgerissen, um die Fahrstraße zu verbreitern.
Die erhaltenen fünf Kapellen liegen entlang der Schotterstraße, die vom Ortsrand von Campiglia an den mit einem Buchenwald bestandenen Abhängen zur Wallfahrtsstätte hinaufführt. Ihre Ausstattung ist in einem schlechten Zustand. Die Statuen wurden von einem anonymen Künstler aus Terrakotta geschaffen, die Fresken aus dem 18. Jahrhundert hingegen stammen von dem Maler Pietro Lace aus Andorno. Die Werke bezeugen die Verehrung, die heiligen Einsiedlern wie dem hl. Johannes der Täufer im Volk entgegengebracht wurde: der Andachtsweg stellt eine Reihe von Heiligen dar, die sich hauptsächlich durch ein asketisches und bußfertiges Leben auszeichneten: die erste Kapelle ist Darstellungen aus dem Leben der hll. Antonius und Paulus von Theben gewidmet, die zweite und dritte den hll. Hilarion von Gaza und Hieronymus, dann je eine den hll. Onophrios und Maria Magdalena.
Vermutlich wegen des schlechten Zustandes der Kapellen wurde der Sacro Monte di Andorno nicht wie die Sacri Monti der Lombardei und des Piemont ins UNESCO-Weltkulturerbe aufgenommen.

## Bibliographie
- Centini, Massimo, I Sacri Monti nell’arco alpino italiano, Priuli & Verlucca, Ivrea, 1990